# Liste des arrêts de la Cour suprême des États-Unis, volume 547
 (août 2011).
Ceci est une liste des arrêts de la Cour suprême des États-Unis du volume 547 de l’United States Reports:

## Liste
- Texaco Inc. v. Dagher, 547 U.S.  1 (2006)
- Scheidler v. National Organization for Women, Inc., 547 U.S.  9 (2006)
- Illinois Tool Works Inc. v. Independent Ink, Inc., 547 U.S.  28 (2006)
- Rumsfeld v. Forum for Academic and Institutional Rights, Inc., 547 U.S.  47 (2006)
- Merrill Lynch, Pierce, Fenner & Smith, Inc. v. Dabit, 547 U.S.  71 (2006)
- United States v. Grubbs, 547 U.S.  90 (2006)
- Georgia v. Randolph, 547 U.S.  103 (2006)
- Arizona v. California, 547 U.S.  150 (2006)
- Gonzales v. Thomas, 547 U.S.  183 (2006)
- Salinas v. United States, 547 U.S.  188 (2006)
- Northern Ins. Co. of N. Y. v. Chatham County, 547 U.S.  189 (2006)
- Day v. McDonough, 547 U.S.  198 (2006)
- Jones v. Flowers, 547 U.S.  220 (2006)
- Hartman v. Moore, 547 U.S.  250 (2006)
- Arkansas Dept. of Health and Human Servs. v. Ahlborn, 547 U.S.  268 (2006)
- Marshall v. Marshall, 547 U.S.  293 (2006)
- Holmes v. South Carolina, 547 U.S.  319 (2006)
- Sereboff v. Mid Atlantic Medical Services, Inc., 547 U.S.  336 (2006)
- S. D. Warren Co. v. Maine Bd. of Environmental Protection, 547 U.S.  370 (2006)
- DaimlerChrysler Corp. v. Cuno, 547 U.S.  332 (2006)
- eBay Inc. v. MercExchange, L. L. C., 547 U.S.  388 (2006)
- Brigham City v. Stuart, 547 U.S.  398 (2006)
- Garcetti v. Ceballos, 547 U.S.  410 (2006)
- Anza v. Ideal Steel Supply Corp., 547 U.S.  451 (2006)
- Zedner v. United States, 547 U.S.  489 (2006)
- Whitman v. Department of Transportation, 547 U.S.  512 (2006)
- Mohawk Industries, Inc. v. Williams, 547 U.S.  516 (2006)
- House v. Bell, 547 U.S.  518 (2006)
- Hill v. McDonough, 547 U.S.  573 (2006)
- Hudson v. Michigan, 547 U.S.  586 (2006)
- Kircher v. Putnam Funds Trust, 547 U.S.  633 (2006)
- Howard Delivery Service, Inc. v. Zurich American Ins. Co., 547 U.S.  651 (2006)
- Empire HealthChoice Assurance, Inc. v. McVeigh, 547 U.S.  677 (2006)
- Rapanos v. United States, 547 U.S.  715 (2006)
- Davis v. Washington, 547 U.S.  813 (2006)
- Samson v. California, 547 U.S.  843 (2006)
- Youngblood v. West Virginia, 547 U.S.  867 (2006)

## Source
- (en) Cet article est partiellement ou en totalité issu de l’article de Wikipédia en anglais intitulé « List of United States Supreme Court cases, volume 547 » (voir la liste des auteurs).